# Frédéric Chabot
Frédéric Chabot (* 12. Februar 1968 in Hebertville, Québec) ist ein ehemaliger kanadischer Eishockeytorwart und derzeitiger Torwarttrainer.

## Karriere
Frédéric Chabot wurde im NHL Entry Draft 1986 von den New Jersey Devils in der zehnten Runde an Position 192 ausgewählt. Damals spielte er in der Ligue de Hockey Junior AAA Quebec bei den St. Foy Midget. Ab dem Herbst 1986 spielte er in der kanadischen Juniorenliga QMJHL bei den Drummondville Voltigeurs, mit denen er es 1987 bis in die Finalrunde um den Memorial Cup schaffte. 1988 wechselte er im kanadischen Juniorenbereich in die Western Hockey League und spielte dort ein Jahr bei den Moose Jaw Warriors und den Prince Albert Raiders.
Die New Jersey Devils hatten ihm keinen Vertrag angeboten und so konnte sich Chabot aussuchen für welches Team er spielen möchte. Im Januar 1990 erhielt er einen Vertrag bei den Montréal Canadiens. Die Saison bestritt er aber bei deren Farmteams Canadiens de Sherbrooke in der American Hockey League und den Fort Wayne Komets in der International Hockey League. 1990/91 erhielt er drei Einsätze in der National Hockey League, wobei er aber nur ein Spiel durchspielte.
Die weiteren Jahre verbrachte er zum größten Teil in der AHL bei den Fredericton Canadiens oder in der East Coast Hockey League bei den Winston-Salem Thunderbirds. Im NHL Expansion Draft 1992 wurde er zwar von den Tampa Bay Lightning ausgewählt, aber am Tag darauf wieder zurück nach Montréal transferiert. Die Canadiens konnten im Expansion Draft, der veranstaltet wurde, damit neue Teams ihren Kader füllen können, indem sie sich Spieler der bereits bestehenden Teams aussuchen, eine bestimmte Anzahl von Spielern sperren, die sie unbedingt behalten wollten, und Chabot gehörte nicht dazu. Die Montréal Canadiens konnten 1993 den Stanley Cup gewinnen, aber Chabot konnte dazu nicht viel beitragen, da er nur 40 Minuten in der NHL gespielt hatte.
Im Januar 1994 wurde er von den Canadiens in einem Transfergeschäft zu den Philadelphia Flyers geschickt für deren Farmteam Hershey Bears er hauptsächlich spielte. Er kam auch vier Mal in der NHL zum Einsatz, aber meistens nur, wenn das Team schon hoffnungslos zurücklag. Positiv lief es für ihn hingegen bei den Hershey Bears in der AHL, wo er am Ende der Saison 1993/94 mit dem Aldege „Baz“ Bastien Memorial Award als bester Torhüter der Liga ausgezeichnet wurde.
Der Vertrag von Chabot wurde aber im Sommer 1994 nicht verlängert, aber er bekam einen neuen bei den Florida Panthers. Allerdings spielte er nie für die Panthers in der NHL. Stattdessen wurde er Stammtorhüter bei den Cincinnati Cyclones in der IHL, für die er zwei Jahre spielte. Ab 1996 spielte er dann für die Houston Aeros in der IHL. Im Sommer 1997 erhielt er einen NHL-Vertrag bei den Los Angeles Kings, wo er sich mit Jamie Storr die Rolle des Back-up-Goalie von Stéphane Fiset teilte. Trotzdem spielte er parallel weiter für die Houston Aeros, wo er bis 2001 blieb.
Doch nach einem Jahr war seine Zeit in Los Angeles vorbei, da er im NHL Expansion Draft 1998 von den Nashville Predators ausgewählt wurde. Die gaben ihn aber frei und die Montréal Canadiens nahmen ihn schließlich wieder bei sich auf. Mit José Théodore bildete er ein Back-up-Duo hinter Stammtorhüter Jeff Hackett. Im Sommer 1999 erhielt er sogar eine Vertragsverlängerung über zwei Jahre, doch auf seine Dienste verzichtete man fortan in der NHL. Stattdessen spielte Chabot in der IHL bei den Houston Aeros seine beste Saison und er wurde am Ende des Jahres ins IHL First Allstar-Team gewählt und erhielt die James Norris Memorial Trophy als Torhüter mit den wenigsten Gegentreffern.
Im Sommer 2000 wurde er erneut in einem Expansion Draft ausgewählt, diesmal von den Columbus Blue Jackets, für die er aber nie spielen würde. Er spielte noch ein Jahr in Houston, dann wurde aber die IHL aufgelöst.
Chabot wechselte nach Deutschland in die DEL, wo er drei Jahre für die Nürnberg Ice Tigers spielte. Er gehörte zu der Zeit zu den besten Torhütern der DEL. 2001/02 hatte er einen Gegentorschnitt von 1,98 und eine Fangquote von 93,2 Prozent, 2002/03 hatte er sogar nur einen Gegentorschnitt von 1,81 und er hielt 94,5 Prozent aller Schüsse. In beiden Saisons hatte er damit die Topwerte der Liga. 2004 wechselte er zu den Vienna Capitals in die Österreichische Eishockey-Liga, wo er mit dem Team die Meisterschaft gewinnen konnte.
2005 kehrte er nach Deutschland zurück und spielte die Saison 2005/06 bei Adler Mannheim und teilte sich mit Ilpo Kauhanen die Einsätze. Die Saison war aber nicht von Erfolg gekrönt, da sie die Playoffs verpassten. Chabots Vertrag wurde im Sommer 2006 nicht verlängert.
Nach Ende seiner aktiven Laufbahn übernahm er ab der Saison 2007/08 das Tormann-Training beim österreichischen Erstligisten EHC Black Wings Linz.

## Erfolge und Auszeichnungen
| - 1989 WHL East First All-Star Team - 1994 Aldege „Baz“ Bastien Memorial Award - 1996 IHL Second All-Star Team - 1997 James Gatschene Memorial Trophy - 1997 IHL First All-Star Team | - 1999 Turner-Cup-Gewinn mit den Houston Aeros - 2000 James Gatschene Memorial Trophy (gemeinsam mit Nikolai Chabibulin) - 2000 James Norris Memorial Trophy - 2000 IHL First All-Star Team - 2005 Österreichischer Meister mit den Vienna Capitals |